# Фикус карликовый
Фикус карликовый (лат. Ficus pumila) — растение семейства Тутовые, вид рода Фикус.

## Распространение и экология
Ареал фикуса карликового включает в себя Китай, Тайвань, Вьетнам, Японию и Израиль.

## Биологическое описание
Полулистопадный (скидывает листья при засухе) лазящий кустарник с длинными побегами и придаточными корнями.
Листья располагаются на побеге в два ряда, частично перекрывая друг друга. Молодые листья — овально-сердцевидные, а взрослые — овальные до 5 см длиной.
Плоды ягодовидные 7 см длиной и 5 см шириной.
Для опыления цветков требуется оса Blastophaga pumilae, питающаяся личинками бабочки Marpesia petreus.

## Использование
Растение широко используется, как комнатное декоративное. На Тайване семена плодов разновидности Ficus pumila var. awkeotsang используются для приготовления желе (Aiyu jelly).

## Разновидности
- Ficus pumila var. awkeotsang
- Ficus pumila var. pumila

|                           |  |
| Листья фикуса карликового |  |